# لاو ييو
لاو ييو (بالصينية: 劉友) هو عضو بارز في الحزب الشيوعي المالايوي. كان زعيما رفيع المستوى فيه، وكان قائد جناحه العسكري المعادي لليابان خلال الحرب العالمية الثانية؛ هو جيش الشعوب المالايوية المعادي لليابان.